# Makenyats Vank
Makenyats Vank (en arménien Մաքենյաց վանք) ou Makenotsats Vank est un monastère arménien situé au sud du lac Sevan dans le marz arménien de Gegharkunik. Les bâtiments de ce qui fut le plus grand centre spirituel médiéval de la région ont été érigés de la fin du IXe au XIIIe siècle.

## Situation géographique
Le monastère se dresse non loin de la rive méridionale du lac Sevan, à proximité immédiate de la localité de Makenis, dans le marz arménien de Gegharkunik. Il est situé près d'une gorge, dans un cadre bucolique.

## Histoire
Le complexe est refondé à la fin du IXe siècle par Grigor Soupan II, fils de la princesse Mariam, fille d'Achot Bagratouni, et de Vasak V, prince de Siounie occidentale. Les chroniqueurs arméniens du XIIIe siècle font cependant remonter cette refondation à 851. Le monastère devient alors le plus grand centre spirituel médiéval du Gegharkunik.

## Bâtiments
Pour un article plus général, voir Architecture arménienne.
Parmi les bâtiments érigés de la fin du IXe au XIIIe siècle figure Sourp Astvatsatsin (« Sainte-Mère-de-Dieu »), de la fin du IXe siècle, un triconque inscrit à trois chapelles d'angle en basalte, doté d'un tambour circulaire et d'un dôme, ainsi que de fonts baptismaux. Son côté occidental donnait sur un gavit (aujourd'hui en ruines), lui-même complété au sud par une chapelle mononef à voûte en berceau.
Le site compte en outre plusieurs khatchkars et est entouré de murailles. On y trouve par ailleurs des latrines médiévales, surplombant la gorge.